# Массовые убийства в Дренице
Массовые убийства в Дренице (серб. Дренички инцидент, алб. Masakrat e Drenicës) представляли собой серию убийств мирных жителей из числа косовских албанцев, совершённых сербскими специальными полицейскими силами в районе Дреницы, в центральной части Косово.
По данным Human Rights Watch, насилие в районе Дреницы во время Косовской войны 1998—1999 годов «было настолько широко распространено, что всеобъемлющее описание его выходит за рамки настоящего доклада». Основные эпизоды этих преступлений приходились на период с февраля по март 1998 года в Чирезе (Кирез), Ликошане и Преказе, а также во время операции НАТО против Югославии (с марта по июнь 1999 года) в деревнях Избица, Резала, Поклек и Старо-Чикатово.

## Предыстория
Дреница представляет собой холмистый регион в центральной части Косово, населённый почти исключительно этническими албанцами. Жители этого региона имеют давнюю традицию упорного сопротивления внешним силам, восходящую ещё к периоду османского владычества на Балканах. Кроме того, местные селения являются колыбелью Армии освобождения Косова, которая начала боевые действия в Дренице в 1996 году. Уже к 1997 году косовские албанцы называли Дреницу «освобождённой территорией» из-за присутствия и влияния в ней Армии освобождения Косова.

## Убийства в 1998 году
В январе 1998 года сербская специальная полиция начала проводить операции по совершению нападений на селения в Дренице, связанные с Армией освобождения Косова. В период с 28 февраля по 5 марта полиция предприняла несколько атак на деревни Чирез, Ликошане и Преказ с использованием военной бронетехники и вертолётов. Хотя сербские полицейские и вступили в бой с членами Армии освобождения Косова в ходе этих атак, они также стреляли по женщинам, детям и другим мирным жителям.
28 февраля и 1 марта того же года в ответ на засады, организованные Армией освобождения Косова на сербских полицейских, спецназ атаковал две соседние деревни — Чирез и Ликошан. В ходе этого нападения использовались вертолёты, бронетехника, миномёты и пулемёты, без предупреждения применяемые в направлении гражданских лиц в обеих деревнях. Всего в ходе массовых убийств в Чирезе и Ликошане погибло 24 мирных жителя. Менее чем через неделю, 5 марта, сербский спецназ атаковал близлежащую деревню Преказ, где находился дом Адема Яшари, лидера Армии освобождения Косова. Яшари был убит вместе со всей своей семьёй, включая женщин и детей. В результате нападений и последовавших за ними боевых действий погибли 83 жителя деревни, в том числе по меньшей мере 24 женщины и ребёнка. Многие жертвы были застрелены с близкого расстояния, что наводило на мысль о массовых казнях; последующие сообщения очевидцев подтвердили это предположение.
3 марта 1998 года около 50 000 человек собрались на похороны 24 жертв резни в деревне Ликошан. Эти массовые убийства отчасти являлись причиной радикализации косовских албанцев и усилили вооружённую оппозицию властям Белграда. Многие этнические албанцы, которые ранее поддерживали ненасильственную политику Ибрагима Руговы, решили присоединиться к Армии освобождения Косова, отчасти потому, что они рассматривали вооружённое восстание как единственное средство достижения независимости.
Массовые убийства ознаменовали начало Косовской войны. После 28 февраля 1998 года боевые действия переросли в вооружённый конфликт. 10 марта того же года Международный трибунал по бывшей Югославии (МТБЮ) объявил о том, что под его юрисдикцию подпадают и недавние акты насилия в Косово.

## Убийства в 1999 году
Последовали три месяца террора, когда сербская полиция и военизированные формирования, поддерживаемые армией, атаковали и зачищали от гражданского населения деревню за деревней, пытаясь уничтожить как Армию освобождения Косово, так и её базу поддержки. Взрослые мужчины массово задерживались, сотни были казнены. Убитые жертвы не ограничивались лицами, считавшимися потенциальными комбатантами. Как и в случае предыдущих массовых расправ в Горне-Обрине и Рачаке, были также убиты женщины и дети из семей лиц, связанных с Армией освобождения Косово.Доклад Human Rights Watch

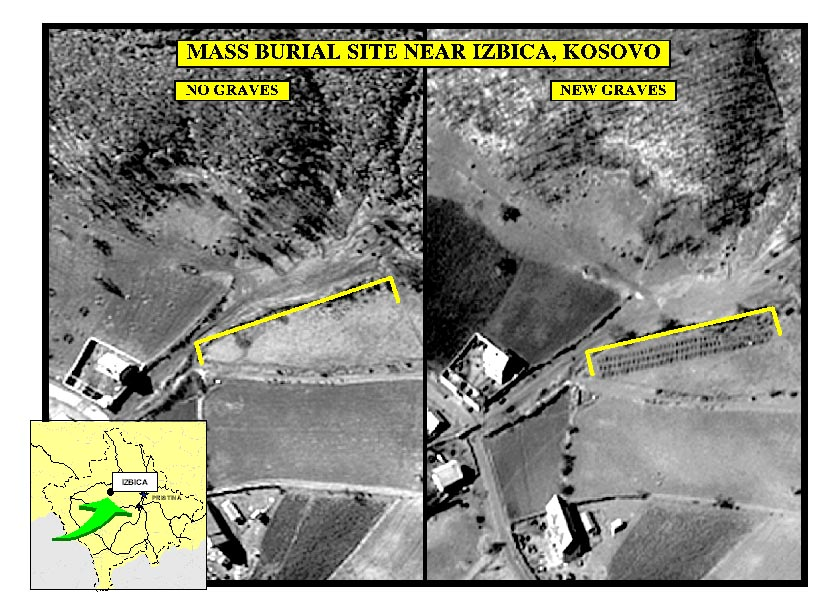
Спутниковые снимки свежего места массовых захоронений возле Избицы.

В период с 19 марта по 15 июня 1999 года сербские правительственные силы проводили в Дренице кампанию этнической чистки косовских албанцев, которая включала массовые и отдельные казни, задержания, избиения, грабежи, а также разрушение школ, больниц и других гражданских объектов.
Муниципалитет Глоговац, являвшийся оплотом Армии освобождения Косова в Дренице, сильно пострадал в ходе этой кампании. В деревне Стари-Поклек, расположенной недалеко от Глоговаца, югославские силы казнили двух мужчин и членов семьи одного из них из-за их связей с повстанцами. Из 47 членов этой семьи (в том числе 23 ребёнка в возрасте до 15 лет), которых силовики пытались убить гранатой, брошенной в комнату, выжили шестеро. Во Врбоваце, предположительно, было казнено 150 человек. В Глоговаце за пять дней мая 1999 года большинство населения было изгнано и направлено к границе с Македонией.
В Чикатово, по данным следователей по военным преступлениям, более 100 этнических албанцев были казнены и похоронены в братской могиле.
15 июня 1999 года югославские войска оставили Глоговац в соответствии с соглашением, подписанным с НАТО.

## Массовые захоронения
В мае 2010 года в сербской деревне Рудница было обнаружено массовое захоронение, в котором находилось 250 тел жертв массовых убийств в регионе Дреница. Тела были перенесены из могил, располагавшихся в Дренице, в мае или начале июня 1999 года.